# Des pas dans les ténèbres
Pour plus de détails, voir Fiche technique et Distribution.
Des pas dans les ténèbres (titre original : Footfalls) est un film américain muet réalisé par Charles J. Brabin, sorti en 1921.

## Synopsis
Un cordonnier aveugle parvient, grâce à sa capacité auditive très développée, à reconnaître l'identité d'un meurtrier. Son propre fils est accusé du meurtre et le vieil homme attend, sachant que le meurtrier reviendra pour empêcher l'aveugle de révéler ce qu'il sait.

## Fiche technique
- Titre original : Footfalls
- Titre français : Des pas dans les ténèbres
- Réalisateur : Charles J. Brabin
- Scénario : Charles J. Brabin, d'après une histoire de Wilbur Daniel Steele
- Producteur : William Fox
- Société de production : Fox Film Corporation
- Photographie : George W. Lane
- Pays de production :  États-Unis
- Langue : Anglais
- Format : Noir et blanc - 35 mm - 1,33:1 - 8 bobines - Son : muet

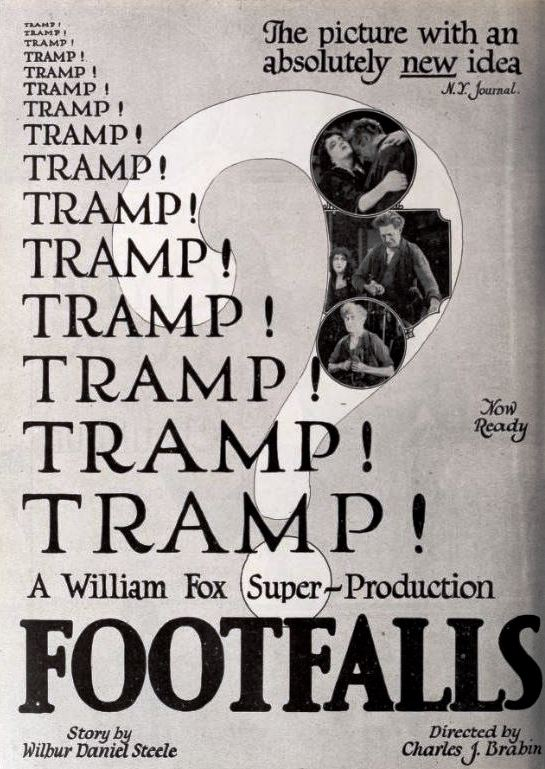
Publicité pour le film parue en 1921 dans Exhibitors Herald.

- Date de sortie : 
  - États-Unis : 8 septembre 1921

## Distribution

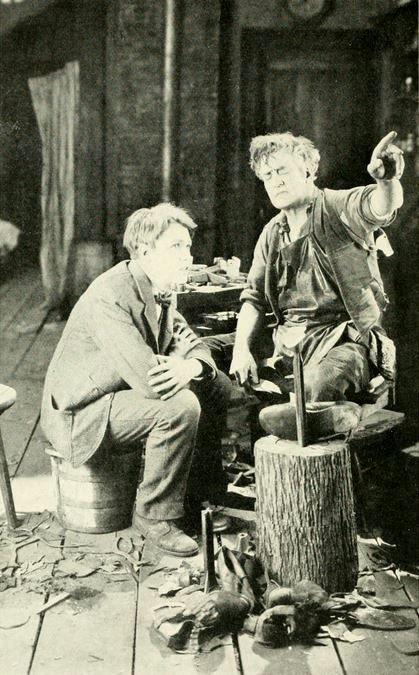
Tyrone Power Sr. et Tom Douglas.

- Tyrone Power : Hiram Scudder
- Tom Douglas : Tommy Scudder
- Estelle Taylor : Peggy Hawthorne
- Gladden James : Alec Campbell
- Nora Cecil : non créditée